# Chorebus pimpinellae
Chorebus pimpinellae är en stekelart som beskrevs av Griffiths 1967. Chorebus pimpinellae ingår i släktet Chorebus och familjen bracksteklar. Inga underarter finns listade i Catalogue of Life.